# Pieśń o Aleksandrze
Pieśń o Aleksandrze (Alexanderlied) – średnio-wysoko-niemiecki epos przełożony z języka francuskiego przed 1150 r., przez Lamprechta z Trewiru.

## Treść

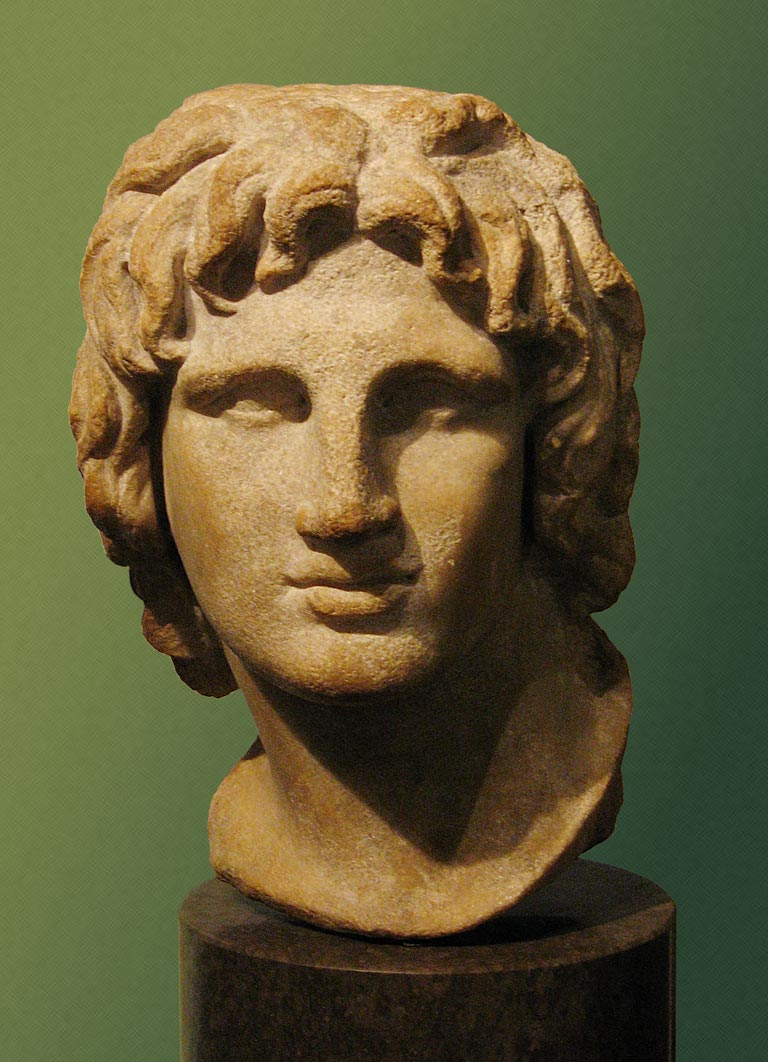
Aleksander Wielki, bohater poematu Lamprechta z Trewiru

W utworze przedstawiony została postać Aleksandra Wielkiego jako nienasyconego i nieposkromionego władcy, uwikłanego przygody bohaterskie, którego nagła śmierć jest przykładem znikomości i nietrwałości wielkości ziemskich. Epos ten jest pierwszym przykładem opracowania tematu antycznego w języku niemieckim. Jest też zarazem pierwszym przejawem wpływów francuskich.